# Isiolo
Isiolo est le chef-lieu du comté d'Isiolo, dans l'ancienne province de la vallée du Rift au Kenya.

## Personnalités notables
- Elizabeth Ibrahim Ekaru, défenseuse des droits des femmes, de la paix, de l’environnement et du droit à la terre, assassinée le 3 janvier 2022